# Pabuaran (Bojong Gede)
Pabuaran is een bestuurslaag in het regentschap Bogor van de provincie West-Java, Indonesië. Pabuaran telt 39.340 inwoners (volkstelling 2010).